# Stega Wielka
Stega Wielka (deutsch Groß Steegen) war ein Ort in der polnischen Woiwodschaft Ermland-Masuren. Er gehörte zur Landgemeinde Górowo Iławeckie (Landsberg) im Powiat Bartoszycki (Kreis Bartenstein), bis 1945 zum Kreis Preußisch Eylau in Ostpreußen.

## Geographische Lage
Die Ortsstelle von Stega Wielka liegt am Ostufer der Walsch (polnisch Wałsza) im Nordwesten der Woiwodschaft Ermland-Masuren, 23 Kilometer südwestlich der früheren und heute auf russischem Gebiet gelegenen Kreisstadt Preußisch Eylau (russisch Bagrationowsk) bzw. 33 Kilometer westlich der heutigen Kreismetropole Bartoszyce (Bartenstein).

## Geschichte

### Ortsgeschichte
Der Ort Groß Steegen war einer der ersten des Kreises Preußisch Eylau, von dem urkundliche Nachrichten vorliegen. Bereits im Jahre 1285 wurde das damalige Steynio genannt, als der Landmeister von Preußen es dem Fürsten Skomand von Sudauen verschrieb. Nach 1285 Steinen  genannt war es die Urzelle der Begüterung Steegen. Hier hatte Skomand wohl auch seinen Wohnsitz gehabt, er ist der erste uns bekannte Besitzer von Groß (und auch: Klein) Steegen. Im Pfarrgarten zu Canditten (polnisch Kandyty) soll er begraben sein. 80 Jahre lang blieb seine Familie im Besitz der Begüterung.

### Gutsgeschichte
1366 wechselte der Besitzer. In dieser Zeit dürfte die Begüterung auch zwischen Groß und Klein Steegen (Stega Mała) geteilt worden sein. 1513 war Hans von Kotwitz Eigentümer, damals bereits um die Dörfer Guttenfeld (polnisch Dobrzynka) und Hoppendorf (Grotowo) erweitert. Zwischen 1531 und 1614 gehörten die Besitzungen der Familie Sack, von der sie an Fabian Truchseß von Waldburg auf Wildenhoff (Dzikowo Iławeckie) übergingen. Damals wurde für 224 Jahre Groß Steegen ein Vorwerk von Wildenhoff. 1785 wurden für Groß Steegen sechs Haushaltungen genannt, 1820 32 Einwohner mit 2938 Morgen Land.
1838 endete für Groß Steegen die Zeit als Vorwerk von Wildenhoff, als Carl Friedrich Müller (1790–1859), aus Pommern stammend, seine Ehefrau war Hulda von Kortzfleisch (1797–1842), es mit dem Vorwerk Hoppendorf vom Grafen von Schwerin auf Wildenhoff für 7.000 Taler Erbstandsgeld pachtete. Er richtete in Gottesgnade (polnisch Gniewkowo) eine Glasfabrik und bewirtschaftete Klein und Groß Steegen, wobei er letzteres erwarb und nun beide Güter mit knapp 3.000 Hektar Land und Wald besaß. Sein älterer Sohn Hugo Müller (1830–1879) setzte seine Arbeit gekonnt fort. Bei der Krönung von Wilhelm I. 1861 wurde die ganze Familie „Müller von Steegen“ in den Adelsstand erhoben, amtlich als Gnadenakt bezeichnet. Bald ließ man das „Müller“ fort und nannte sich „von Steegen“. 1871 hatte das ganze Gut Groß Steegen 13 Wohngebäude, 50 Haushalte bei 309 Einwohnern und 1.117 Hektar Land.
Am 7. Mai 1874 wurde Groß Steegen Amtsdorf und damit namensgebend für einen Amtsbezirk im ostpreußischen Kreis Preußisch Eylau, Regierungsbezirk Königsberg. Im Jahre 1910 belief sich die Zahl der Einwohner des Gutsbezirks Groß Steegen auf 288.
Hugo von Steegen, Mitglied der Deutschen Adelsgenossenschaft, begann in dieser Zeit mit dem Bau eines neuen Hauptgutes Groß Steegen, wenige hundert Meter südlich von Klein Steegen (polnisch Stega Mała). Ein neues, stattliches Herrenhaus wurde errichtet und der Gutshof mit Ställen und Scheunen sowie Wohnhäusern für die Arbeiter erbaut. 1875 wurde das neue Gutshaus „Groß Steegen“ Wohnsitz der Familie von Steegen. In den 1920er Jahren wurden viele Ländereien, darunter auch die Vorwerke, verpachtet und auch verkauft. So besaß der Gutsnachfolger und Erbe Botho von Steegen, vormals aktiver Offizier im Kürassier-Regiment „Graf Wrangel“ (Ostpreußisches) Nr. 3, den Besitz als Fideikommissherr. Nachfolger wurde der Sohn Botho von Steegen (1862–1911), dann wiederum dessen Sohn Alexander von Steegen 1928 nur noch den Gutshof Groß Steegen mit rund 450 Hektar Fläche. Nach amtlichen Quellen beinhaltete es um 1931/1932 noch als Majorat Groß Steegen in der Gesamtheit 457 Hektar. Davon waren 228,5 Hektar Forsten. 1940 wohnte Alexander von Steegen mit seiner zweiten Ehefrau Annemarie von Fölkersam(b) (* 1893) in einer kleinen Villa in Lindenberg bei Luckenwalde. Im Gutshaus Groß Steegen wohnte damals seine Mutter Marie (genannt Misa), geb. von Oldenburg-Beisleiden (* 1870). Sie war die Tochter des Botho von Oldenburg und Schwester des Elard von Oldenburg-Januschau.
Helene von Steegen (* 1865) hatte 1889 in Königsberg den späteren Generalmajor Otto von Unger geheiratet.

### Gemeindegeschichte
Am 8. Oktober 1928 wurde der Gutsbezirk Groß Steegen in die neue Landgemeinde Alt Steegen umgewandelt. Am 14. Mai 1930 wurden Teile des ehemaligen Gutsbezirks Groß Steegen in den Amtsbezirk Klein Steegen, der seinerseits am 28. Mai 1930 in „Amtsbezirk Alt Steegen“ umbenannt wurde, umgegliedert. Der Amtsbezirk Groß Steegen wurde aufgelöst.
1945 wurde in Kriegsfolge das gesamte südliche Ostpreußen an Polen abgetreten. Groß Steegen erhielt die polnische Namensform „Stega Wielka“ und wieder verselbständigt, als die Gemeinde Alt Steegen aufgelöst wurde. Doch konnte sich der kleine Ort nicht halten, wurde nicht mehr offiziell genannt. Er scheint im Nachbarort Stega Mała (Klein Steegen) aufgegangen zu sein und gilt somit als untergegangen. Seine Ortsstelle liegt jetzt im Gebiet der Gmina Górowo Iławeckie (Landgemeinde Landsberg) im Powiat Bartoszycki (Kreis Bartenstein) in der Woiwodschaft Ermland-Masuren.

### Amtsbezirk Gr. Steegen (1874–1930)
Vom 7. Mai 1874 bis zum 14. Mai 1930 war bildete Groß Steegen einen Amtsbezirk im Kreis Preußisch Eylau mit anfangs vier Orten:
| Deutscher Name | Polnischer Name | Anmerkungen                                                          |
| -------------- | --------------- | -------------------------------------------------------------------- |
| Achthuben      | Reszkowo        | zur Landgemeinde Finken                                              |
| Groß Steegen   | Stega Wielka    | 1928 zur Landgemeinde Alt Steegen, 1930 zum Amtsbezirk Klein Steegen |
| Hoppendorf     | Grotowo         | 1930 zum Amtsbezirk Klein Steegen                                    |
| Stobbenbruch   | Porąbki         | zur Landgemeinde Wildenhoff                                          |

## Religion
Der Gutsort Groß Steegen war bis 1945 in die evangelische Kirche Canditten (polnisch Kandyty) eingepfarrt. Sie gehörte zum Superintendenturbezirk Landsberg (Górowo Iławeckie) im Kirchenkreis Preußisch Eylau in der Kirchenprovinz Ostpreußen der Kirche der Altpreußischen Union.

## Verkehr
Die Ortsstelle von Stega Wielka resp. Groß Steegen liegt an einer Nebenstraße, die von Stega Mała (Klein Steegen) nach Grotowo (Hoppendorf) und weiter bis zu polnischen Woiwodschaftsstraße 512 bei Zięby (Finken) führt.